# Europees kampioenschap basketbal vrouwen 2001
Het 28e Europees kampioenschap basketbal vrouwen vond plaats van 14 tot 23 september 2001 in Frankrijk. 12 nationale teams speelden in 3 steden om de Europese titel.

## Voorronde
De 12 deelnemende landen zijn onderverdeeld in twee poules van zes landen. De top vier van elke poule plaatsten zich voor de kwartfinales. De overige landen speelden om de negende plaats.

### Groep A
De wedstrijden in deze groep vonden plaats in Orléans.
| Datum        | Land           | Score   | Land           |
| ------------ | -------------- | ------- | -------------- |
| 14 september | FR Joegoslavië | 83 – 62 | Oekraïne       |
| 14 september | Spanje         | 78 – 68 | Polen          |
| 14 september | Roemenië       | 52 – 91 | Frankrijk      |
| 15 september | Oekraïne       | 65 – 93 | Spanje         |
| 15 september | Polen          | 76 – 55 | Roemenië       |
| 15 september | Frankrijk      | 88 – 67 | FR Joegoslavië |
| 16 september | Roemenië       | 61 – 83 | Spanje         |
| 16 september | Frankrijk      | 84 – 71 | Oekraïne       |
| 16 september | FR Joegoslavië | 66 – 83 | Polen          |
| 18 september | Oekraïne       | 67 – 86 | Roemenië       |
| 18 september | Spanje         | 79 – 80 | FR Joegoslavië |
| 18 september | Polen          | 66 – 73 | Frankrijk      |
| 19 september | FR Joegoslavië | 87 – 61 | Roemenië       |
| 19 september | Polen          | 61 – 57 | Oekraïne       |
| 19 september | Frankrijk      | 70 – 64 | Spanje         |

| Groep A |                |             |             |             |            |            |            |        |
| #       | Land           | Wedstrijden | Wedstrijden | Wedstrijden | Doelpunten | Doelpunten | Doelpunten | Punten |
| #       | Land           | G           | W           | V           | V          | T          | Saldo      | Punten |
| 1       | Frankrijk      | 5           | 5           | 0           | 406        | 320        | +86        | 10     |
| 2       | Spanje         | 5           | 3           | 2           | 397        | 344        | +53        | 8      |
| 3       | Polen          | 5           | 3           | 2           | 354        | 329        | +25        | 8      |
| 4       | FR Joegoslavië | 5           | 3           | 2           | 383        | 373        | +10        | 8      |
| 5       | Roemenië       | 5           | 1           | 4           | 315        | 404        | -89        | 6      |
| 6       | Oekraïne       | 5           | 0           | 5           | 322        | 407        | -85        | 5      |

### Groep B
De wedstrijden in deze groep vonden plaats in Grevelingen.
| Datum        | Land        | Score   | Land        |
| ------------ | ----------- | ------- | ----------- |
| 14 september | Griekenland | 75 – 78 | Litouwen    |
| 14 september | Tsjechië    | 70 – 85 | Slowakije   |
| 14 september | Hongarije   | 65 – 61 | Rusland     |
| 15 september | Litouwen    | 82 – 80 | Tsjechië    |
| 15 september | Slowakije   | 56 – 61 | Hongarije   |
| 15 september | Rusland     | 80 – 35 | Griekenland |
| 16 september | Hongarije   | 55 – 57 | Tsjechië    |
| 16 september | Rusland     | 78 – 70 | Litouwen    |
| 16 september | Griekenland | 74 – 81 | Slowakije   |
| 18 september | Litouwen    | 65 – 62 | Hongarije   |
| 18 september | Tsjechië    | 67 – 72 | Griekenland |
| 18 september | Slowakije   | 52 – 60 | Rusland     |
| 19 september | Griekenland | 63 – 74 | Hongarije   |
| 19 september | Slowakije   | 63 – 76 | Litouwen    |
| 19 september | Rusland     | 77 – 54 | Tsjechië    |

| Groep B |             |             |             |             |            |            |            |        |
| #       | Land        | Wedstrijden | Wedstrijden | Wedstrijden | Doelpunten | Doelpunten | Doelpunten | Punten |
| #       | Land        | G           | W           | V           | V          | T          | Saldo      | Punten |
| 1       | Rusland     | 5           | 4           | 1           | 356        | 276        | +80        | 9      |
| 2       | Litouwen    | 5           | 4           | 1           | 371        | 358        | +13        | 9      |
| 3       | Hongarije   | 5           | 3           | 2           | 317        | 302        | +15        | 8      |
| 4       | Slowakije   | 5           | 2           | 3           | 337        | 341        | -4         | 7      |
| 5       | Griekenland | 5           | 1           | 4           | 319        | 380        | -61        | 6      |
| 6       | Tsjechië    | 5           | 1           | 4           | 328        | 371        | -43        | 6      |

## Kwartfinales
Deze wedstrijden zijn gespeeld Le Mans.
| Datum        | Land      | Score   | Land           |
| ------------ | --------- | ------- | -------------- |
| 21 september | Rusland   | 64 – 59 | FR Joegoslavië |
| 21 september | Spanje    | 71 – 60 | Hongarije      |
| 21 september | Frankrijk | 72 – 56 | Slowakije      |
| 21 september | Litouwen  | 83 – 81 | Polen          |

## Plaatsingswedstrijden 9e-12e plaats
Deze wedstrijden zijn gespeeld Orléans.
| Datum                 | Land        | Score   | Land        |
| --------------------- | ----------- | ------- | ----------- |
| 21 september          | Roemenië    | 69 – 71 | Tsjechië    |
| 21 september          | Griekenland | 67 – 60 | Oekraïne    |
| 22 sept. (11e plaats) | Roemenië    | 67 – 70 | Oekraïne    |
| 22 sept. (9e plaats)  | Tsjechië    | 62 – 54 | Griekenland |

## Plaatsingswedstrijden 5e-8e plaats
Deze wedstrijden zijn gespeeld Orléans.
| Datum                | Land           | Score   | Land      |
| -------------------- | -------------- | ------- | --------- |
| 22 september         | FR Joegoslavië | 78 – 58 | Hongarije |
| 22 september         | Slowakije      | 66 – 80 | Polen     |
| 23 sept. (7e plaats) | Hongarije      | 79 – 68 | Slowakije |
| 23 sept. (5e plaats) | FR Joegoslavië | 82 – 76 | Polen     |

## Halve finales
Deze wedstrijden zijn gespeeld Le Mans.
| Datum        | Land      | Score   | Land     |
| ------------ | --------- | ------- | -------- |
| 22 september | Frankrijk | 75 – 44 | Litouwen |
| 22 september | Rusland   | 74 – 59 | Spanje   |

## Bronzen finale
Deze wedstrijd is gespeeld in Le Mans.
| Datum        | Land     | Score   | Land   |
| ------------ | -------- | ------- | ------ |
| 23 september | Litouwen | 74 – 89 | Spanje |

## Finale
Deze wedstrijd is gespeeld in Le Mans.
| Datum        | Land      | Score   | Land    |
| ------------ | --------- | ------- | ------- |
| 23 september | Frankrijk | 73 – 68 | Rusland |

## Eindrangschikking
| Goud   | Frankrijk      |
| Zilver | Rusland        |
| Brons  | Spanje         |
| 4      | Litouwen       |
| 5      | FR Joegoslavië |
| 6      | Polen          |

| 7  | Hongarije   |
| 8  | Slowakije   |
| 9  | Tsjechië    |
| 10 | Griekenland |
| 11 | Oekraïne    |
| 12 | Roemenië    |

## Individuele prijzen

### MVP (Meest Waardevolle Speler)
- Cathy Melain

1938 · 
1950 · 
1952 · 
1954 · 
1956 · 
1958 · 
1960 · 
1962 · 
1964 · 
1966 · 
1968 · 
1970 · 
1972 · 
1974 · 
1976 · 
1978 · 
1980 · 
1981 · 
1983 · 
1985 · 
1987 · 
1989 · 
1991 · 
1993 · 
1995 · 
1997 · 
1999 · 
2001 · 
2003 · 
2005 · 
2007 · 
2009 · 
2011 · 
2013 · 
2015 · 
2017 · 
2019 · 
2021 · 
2023 · 
2025